# Magonia (uitgeverij)
Magonia is een Nederlandse, onafhankelijke uitgeverij. 

## Geschiedenis
De uitgeverij werd opgericht in 2015 door Lex Jansen, die daarvoor directeur was van De Arbeiderspers. De uitgeverij draagt de naam Magonia als verwijzing naar het mythische land boven de wolken, wat aansluit bij haar streven om literatuur uit te geven die buiten de gebaande paden treedt en ruimte geeft aan creativiteit.

## Stijl
Magonia is actief in het literaire veld door samenwerkingen met festivals, tijdschriften en culturele instellingen. Het richt zich voornamelijk op Nederlandstalige proza en poëzie, met een duidelijke focus op eigenzinnige stemmen en grensverleggende auteurs. Magonia staat bekend om haar aandacht voor vormgeving, literaire kwaliteit en inhoudelijke diepgang. Ondanks haar kleinschaligheid geniet de uitgeverij erkenning in de literaire wereld als kwaliteitsfonds voor lezers met een interesse in contemplatieve en experimentele literatuur.

## Auteurs
Auteurs uitgegeven door Magonia, zijn o.a.: Arthur Japin, Fleur Bourgonje, Peter Drehmanns, Alex Verburg, Berend Boudewijn, Femmy ten Cate, Govert Derix, Henry Sepers, Oscar Tops, Hans Galesloot, Nienke van Opstal, Onno Blom, Co Woudsma, Bertien Minco en Prins de Vos. 